# امیر دهداری
امیر دهداری  (زاده ‎۶ مهر ۱۳۷۱) بازیکن واترپلو اهل ایران است. از افتخارات وی میتوان به کسب مدال برنز در بازی‌های آسیایی ۲۰۱۸ اشاره کرد.